# متمم بن نويرة
متمِّم بن نُويرة شاعر عربي وأحد أشراف قومه وفارس مشهود له وصحابي؛ فقد أسلم وحسن إسلامه، وذلك بعد أن قدم على المدينة في العهد النبوي، أخوه مالك بن نويرة.

## نسبه
هو متمم بن نويرة بن جمرة بن شداد اليربوعي التميمي.

## شعره
يُعدّ الرثاء أبرز الأغراض التي تناولها متمم في شعره، وقد برزت قدرته في الرثاء بعد موت أخيه مالك بن نويرة. وتعد قصيده العينية في رثاء أخيه من عيون شعره وقد أوردها له صاحب المفضليات ومطلعها:
ومنها:
كما تعرف له قصيدة عينية أخرى من عيون قصائده كذلك وهي التي مطلعها: